# كين جوتسو

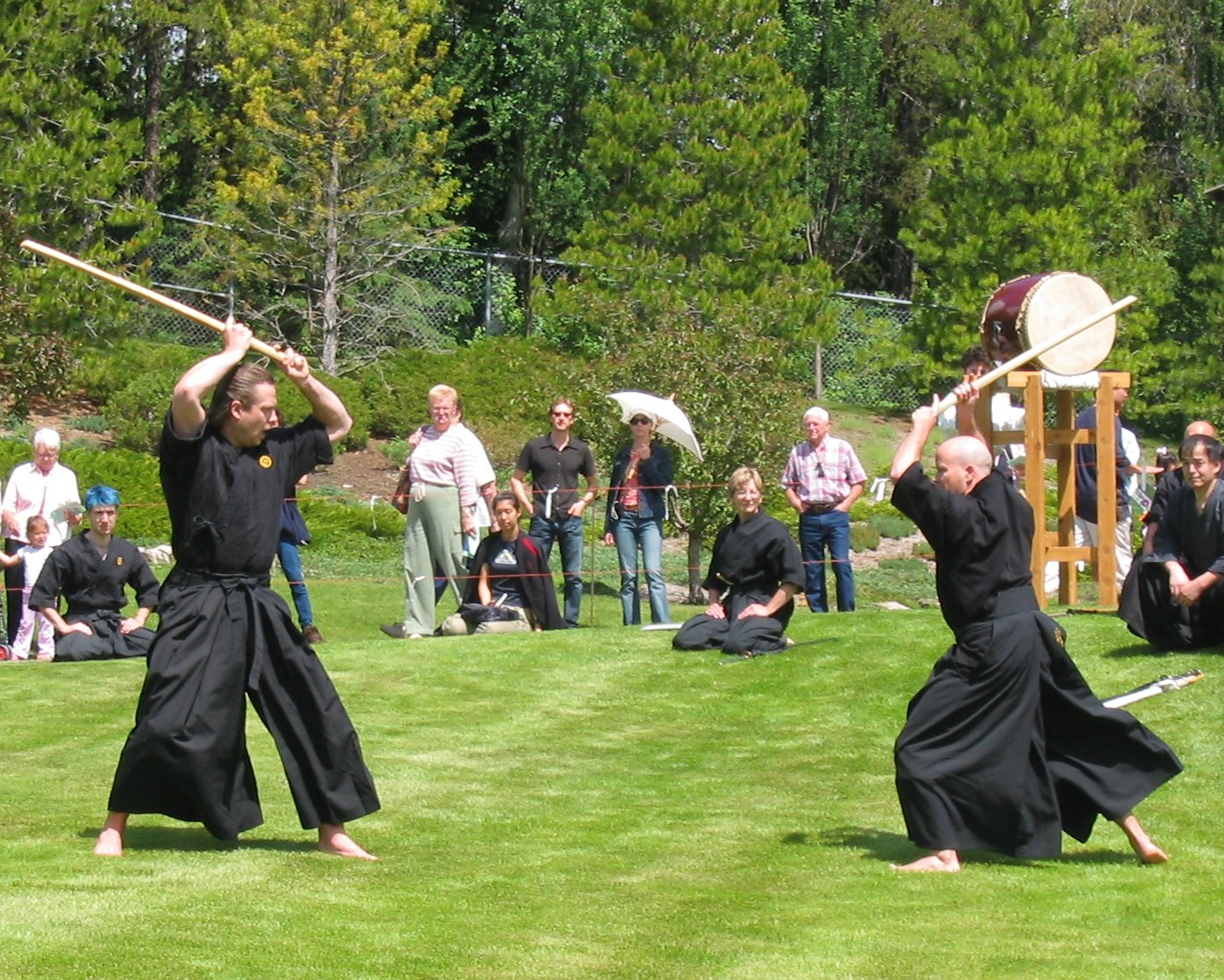
متدربين على فن قتال الكين جوتسو

الكين جوتسو (剣術)(بالإنجليزية: Kenjutsu)‏تعني حرفيا : فن السيف، وهو فن قتالي ياباني يهتم باستخدام السيف (خصوصا السيوف اليابانية مثل سيف الكاتانا).
يتضمن الكين جوتسو هجمات قوية على أهداف معينة بهدف قتل الخصم، وقد كان يتدرب عليه ويدرسه كل من مقاتلي الساموراي والنينجا منذ القرن الحادي عشر.

## المرجع
ويكيبيديا الإنجليزية Kenjutsu